# Eyeborg
Um eyeborg ou olho-borg é um aparelho de corpo cibernético que normalmente se encaixa na cabeça do usuário para permitir que as pessoas percebem a cor através de ondas sonoras. É usado principalmente por pessoas cegas ou por pessoas com deficiência visual, como daltonismo ou acromatopsia. Ele funciona com uma câmera que lê as cores diretamente na frente de uma pessoa, e converte-los em tempo real em ondas sonoras.

## História
O primeiro eyeborg foi criado na Inglaterra em 2003 por Adam Montandon e Neil Harbisson. A invenção ganhou um prêmio britânico em Inovação (Submerge 2004) e um prémio europeu em interface (Europrix 2004). Em 2007, Peter Kese, um desenvolvedor de software de Kranj, Eslovênia, fez novos desenvolvimentos para o eyeborg aumentando o número de tonalidades de cor para 360 e adicionando a saturação de cor através de diferentes níveis de volume. Em 2009, Matias Lizana um estudante da Universidade Politécnica de Catalunya desenvolveu o eyeborg em um chip menor, como parte de seu projeto final do ano. O novo chip permite aos usuários ter o dispositivo implantado e ouvir novas cores como o infravermelho.

## Cor ao Som
A Escala Sonocromática de Harbisson (2003) é uma escala logarítmica microtonal com 360 notas em uma oitava. Cada nota corresponde a um grau específico de a roda de cores. A escala foi introduzido no eyeborg em 2004.
| COLOR NAME | COLOR | NOTE |
| ---------- | ----- | ---- |
| RED        |       | F    |
| ORANGE     |       | F#   |
| YELLOW     |       | G    |
| CHARTREUSE |       | G#   |
| GREEN      |       | A    |
| SPRING     |       | Bb   |
| CYAN       |       | B    |
| AZURE      |       | C    |
| BLUE       |       | C#   |
| VIOLET     |       | D    |
| MAGENTA    |       | Eb   |
| ROSE       |       | E    |

A Escala Sonocromatica Pura de Harbisson (2005), é uma escala não logarítmica baseada em a transposição de freqüências de luz às freqüências de som. A escala ignora a roda de cores e ignora a percepção musical / logarítmica para que ele possa ultrapassar os limites da percepção humana. A introdução da nova escala para a eyeborg em 2010, permite que os usuários decidam se querem perceber as cores logaritmicamente ou não.
| COLOR NAME  | COLOR       | FREQUENCY        |
| ----------- | ----------- | ---------------- |
| INFRARED    | (Invisible) | Below 363.797 Hz |
| RED         |             | 363.797 Hz       |
| ORANGE      |             | 440.195 Hz       |
| YELLOW      |             | 462.023 Hz       |
| GREEN       |             | 478.394 Hz       |
| CYAN        |             | 551.154 Hz       |
| BLUE        |             | 573.891 Hz       |
| VIOLET      |             | 607.542 Hz       |
| ULTRAVIOLET | (Invisible) | Over 717.591 Hz  |